# 卡夫雷里索斯
卡夫雷里索斯，是西班牙卡斯蒂利亚-莱昂萨拉曼卡省的一个市镇。 总面积12平方公里，总人口2454人（2001年），人口密度205人/平方公里。